# Побединская, Людмила Васильевна
Людмила Васильевна Побединская (род. 15 марта 1949 года, Москва) — депутат Государственной Думы Федерального Собрания Российской Федерации второго созыва. Депутат Совета Федерации Федерального Совета Российской Федерации.

## Биография
Родилась 15 марта 1949 года. Окончила Всесоюзный юридический заочный институт. Управляющий делами администрации Мурманской области. С января 1994 по январь 1996 года — депутат Совета Федерации Федерального Собрания Российской Федерации.